# Ion Chirănescu
Ion Chirănescu (n. 22 mai 1955, comuna Călinești, județul Argeș) este un general român de parașutiști, care a îndeplinit funcția de comandant al Comandamentului 2 Operațional Întrunit "Mareșal Alexandru Averescu" din Buzău (fosta Armată a 2-a) (2006).

## Biografie
Ion Chirănescu s-a născut la data de 22 mai 1955, în comuna Călinești (județul Argeș). A absolvit Școala Militară de Ofițeri Activi de Infanterie "Nicolae Bălcescu" din Sibiu (1978), un curs de perfecționare pentru comandanții de companie și grupuri de cercetare în adâncime (1983); Academia de Înalte Studii Militare din București, specialitatea arme întrunite (1984-1987); un curs postacademic pentru comandanții brigăzi (regimente) (1993) și un curs postuniversitar de perfecționare în conducerea strategică în cadrul Colegiului Superior de Stat Major (2002).
După absolvirea Școlii de Ofițeri, a îndeplinit funcțiile de comandant de pluton de infanterie în cadrul Regimentului 34 Mecanizat (1978-1981), comandant de pluton parașutiști în cadrul Regimentului de Parașutiști (1981) și comandant de companie de parașutiști în cadrul Regimentului de Parașutiști (1981-1985). Urmează apoi timp de doi ani cursurile Academiei Militare, după care se întoarce la Regimentul 64 Parașutiști mai întâi ca ofițer 2 în biroul operații și pregătire de luptă (1987-1990) și apoi ofițer 1 în statul major al Batalionului 64 Parașutiști (1990-1992).
Ofițerul Chirănescu îndeplinește apoi funcțiile de șef de stat major la Batalionul 64 Parașutiști (1992-1994), șef al Biroului operații și pregătire de luptă la Brigada 2 Parașutiști (1994-1995), locțiitor al comandantului pentru parașutare (1995-1997), locțiitor al comandantului (1997-1999) și comandant (1999-2005) al Brigăzii 2 Parașutiști (Aeromobilă). În această perioada, la data de 15 noiembrie 2003, colonelul Chirănescu a fost înaintat la gradul de general de brigadă (cu o stea) 
În perioada mai - iunie 2005, generalul de brigadă Ion Chirănescu a comandat Brigada 34 Infanterie Ușoară. Din data de 1 iulie 2005 a îndeplinit funcția de locțiitor al comandantului Comandamentului 2 Operațional Întrunit "Mareșal Alexandru Averescu", dislocat în Buzău. 
În perioada 15 martie - 1 septembrie 2006 a fost împuternicit comandant al Comandamentului 2 Operațional Întrunit "Mareșal Alexandru Averescu". La data de 21 martie 2007 a fost înaintat la gradul de general-maior (cu două stele). La data de 15 mai 2008 a fost trecut în rezervă cu gradul de general maior.
. 
Generalul Chirănescu vorbește limba franceză. Este căsătorit și are doi copii.